# ジャヤラーム
ジャヤラーム（Jayaram、1965年12月10日 - ）は、インドのマラヤーラム語映画で活動する俳優。これまでに200本以上の映画に出演し、パドマ・シュリー勲章、ケララ州映画賞、タミル・ナードゥ州映画賞、フィルムフェア賞 南インド映画部門を受賞している。1980年代から物真似芸人として活動し、1988年に『Aparan』で俳優デビューし、1990年代には様々なジャンルの映画に出演して俳優としての地位を確立した。

## 生い立ち
1965年12月10日、ケララ州ペルンバーヴールに暮らすアイヤル（タミル人バラモン）家庭の第2子として生まれる。父はパルガート出身のタミル人で、母はタミル・ナードゥ州タンジャーヴールの出身であり、作家のマラヤトゥール・ラーマクリシュナンは母方の叔父に当たる。また、兄ヴェンカタラームと妹マンジュラがいるが、兄は夭折している。ジャヤラームはペルンバーヴールの公立男子高等学校で教育を受けた後、カラディのシュリー・サンカラ大学に進学して学位を取得し、パラサナ・ナンダクマールからチェンダの指導を受けている。大学卒業後は医薬情報担当者として働くが間もなく退職し、コーチのカラーバワンに参加して物真似芸人として舞台で活動を始め、この時の経験がマラヤーラム語映画界に進む下地になったと語っている。

## キャリア
22歳の時にパドマラージャンと知り合い、『Aparan』に起用され俳優デビューした。その後もパドマラージャンが手掛けた『Moonnam Pakkam』『Innale』に引き続き出演し、1991年に死去するまで彼はジャヤラームのメンターとして俳優のノウハウを指導した。1993年に出演したラージャセーナンの『Meleparambil Anveedu』の成功をきっかけにスター俳優の地位を確立し、これ以降も彼が製作した『Kadinjool Kalyanam』『Ayalathe Adheham』『Meleparambil Aanveedu』『CID Unnikrishnan B.A., B.Ed.』『Aniyan Bava Chetan Bava』『Aadyathe Kanmani』『Swapna Lokathe Balabhaskaran』『Kadhanayakan』に出演している。また、『Innale』『Meleparambil Anveedu』『en:DhwaniDhwani』で共演したショーバナとの掛け合いは観客の人気を集めた。1980年代後半から1990年代前半にかけてカマルの監督作品に多く出演し、『Pradeshika Varthakal』『Peruvannapurathe Visheshangal』『Shubha Yathra』では後に妻となるパールヴァティーと共演している。1988年にはジャガティ・シュリークマールの『Witness』に出演し、1990年にはランジットの『Nanma Niranjavan Srinivasan』でムケーシュと共演した。その後は『Keli』『Malootty』に出演している。1993年に出演した『Dhruvam』ではマンムーティ、スレーシュ・ゴーピと共に主演を務め、『Nagarangalil Chennu Raparkam』『Thoovalsparsham』『Paithrukam』『Summer in Bethlehem』ではスレーシュ・ゴーピと共演している。また、『Ulsavapittennu』『Peruvannapurathe Visheshangal』『Adhwaytham』ではモーハンラールと共演している。ヴィクラマンの『Gokulam』でタミル語映画デビューし、これ以降も『Purusha Lakshanam』『Priyanka』『Kolangal』『Murai Maman』などに出演した。また、『Chanakyan』『Thenali』『Panchatanthiram』ではカマル・ハーサンと共演している。
『Ponmuttayidunna Tharavu』『Artham』『Thalayana Manthram』『Sandesam』『Irattakuttikalude Achan』『Veendum Chila Veettukaryangal』『Kochu Kochu Santhoshangal』『Yathrakarude Sradhakku』『Manassinakkare』『Bhagyadevatha』『Kadha Thudarunnu』などサティヤン・アンティカドの監督作品にも多く出演しており、1996年に出演した『Thooval Kottaram』では興行的な成功を収めている。1999年に出演した『Friends』ではムケーシュ、シュリーニヴァーサンと共演し、興行収入1億1000万ルピーを記録するヒット作となった。2000年代前半には『Kochu Kochu Santhoshangal』『Yathrakarude Sradhakku』『Ente Veedu Appuvinteyum』『Manassinakkare』『Veruthe Oru Bharya』などに出演している。2008年に出演した『Veruthe Oru Bharya』は150日間の連続公開日数を記録し、興行収入も1億5000万ルピーを記録するなど大きな成功を収めている。2009年に出演した『Bhagyadevatha』も興行的な成功を収め、2010年に出演した『Happy Husbands』は連続公開日数が150日間を記録するヒット作となった。2011年には『Makeup Man』で興行的な成功を収めたほか、『Seniors』『China Town』『Swapna Sanchari』にも出演している。その後は『Aadupuliyattam』『Pattabhiraman』に出演し、マニラトナムの『PS1 黄金の河』『PS2 大いなる船出』では主要キャラクターの遊行僧ナンビを演じている。

## 私生活
1992年9月7日に女優のパールヴァティーと結婚し、1男1女（カーリダース、マーラヴィカ）をもうけた。このうち息子のカーリダースは俳優として活動しており、2003年に出演した『Ente Veedu Appuvinteyum』では国家映画賞 子役賞を受賞している。ジャヤラーム一家はチェンナイのヴァラサラヴァッカムに居住しており、このほかにティルヴァナンタプラムとベンガルールにアパートを所有している。また、チェンダ奏者としてインド各地の寺院を訪問して演奏を披露している。

## 受賞歴
| 年                                | 部門                             | 作品                          | 結果       | 出典          |
| 栄典                              | 栄典                             | 栄典                          | 栄典       | 栄典          |
| --------------------------------- | -------------------------------- | ----------------------------- | ---------- | ------------- |
| 2011年                            | パドマ・シュリー勲章             | N/A                           | 受賞       | [ 37 ]        |
| フィルムフェア賞 南インド映画部門 |                                  |                               |            |               |
| 1997年                            | マラヤーラム語映画部門主演男優賞 | 『Thooval Kottaram』          | 受賞       | [ 38 ]        |
| 2002年                            | マラヤーラム語映画部門主演男優賞 | 『Theerthadanam』             | 受賞       | [ 39 ]        |
| 2002年                            | マラヤーラム語映画部門主演男優賞 | 『Uthaman』                   | ノミネート | [ 39 ]        |
| 2003年                            | タミル語映画部門助演男優賞       | 『Panchatanthiram』           | 受賞       | [ 40 ]        |
| 2004年                            | マラヤーラム語映画部門主演男優賞 | 『Manassinakkare』            | 受賞       | [ 41 ]        |
| 2009年                            | マラヤーラム語映画部門主演男優賞 | 『Veruthe Oru Bharya』        | ノミネート |               |
| 2010年                            | マラヤーラム語映画部門主演男優賞 | 『Bhagyadevatha』             | ノミネート |               |
| 2014年                            | マラヤーラム語映画部門主演男優賞 | 『Nadan』                     | ノミネート |               |
| 南インド国際映画賞                |                                  |                               |            |               |
| 2013年                            | タミル語映画部門コメディアン賞   | 『Thuppakki』                 | ノミネート |               |
| 2019年                            | テルグ語映画部門悪役賞           | 『バーガマティ』              | ノミネート | [ 42 ]        |
| 2021年                            | 特別表彰                         | N/A                           | 受賞       |               |
| 2023年                            | テルグ語映画部門悪役賞           | 『Dhamaka』                   | ノミネート |               |
| IIFAウトサヴァム                  |                                  |                               |            |               |
| 2024年                            | タミル語映画部門助演男優賞       | 『PS2 大いなる船出』          | 受賞       | [ 43 ] [ 44 ] |
| 2024年                            | テルグ語映画部門助演男優賞       | 『Ravanasura』                | ノミネート | [ 43 ] [ 44 ] |
| ケララ州映画賞                    |                                  |                               |            |               |
| 1996年                            | 審査員特別賞                     | 『Thooval Kottaram』          | 受賞       |               |
| 2000年                            | 第2位男優賞                      | 『Swayamvara Panthal』        | 受賞       | [ 45 ]        |
| タミル・ナードゥ州映画賞          |                                  |                               |            |               |
| 2000年                            | 特別賞                           | 『Thenali』                   | 受賞       | [ 46 ]        |
| 2000年                            | 性格男優賞                       | 『Thenali』                   | 受賞       | [ 46 ]        |
| アジアネット映画賞                |                                  |                               |            |               |
| 1999年                            | 主演男優賞                       | 『Sneham』                    | 受賞       |               |
| 2002年                            | 主演男優賞                       | 『Theerthadanam』             | 受賞       |               |
| 2002年                            | 主演男優賞                       | 『Uthaman』                   | 受賞       |               |
| 2009年                            | 大衆男優賞                       | 『Veruthe Oru Bharya』        | 受賞       |               |
| 2012年                            | 大衆男優賞                       | 『Veruthe Oru Bharya』        | 受賞       | [ 47 ]        |
| 2013年                            | 芸歴25周年表彰                   | N/A                           | 受賞       | [ 48 ]        |
| 2015年                            | ゴールデン・スター賞             | N/A                           | 受賞       | [ 49 ]        |
| 2019年                            | ゴールデン・スター賞             | N/A                           | 受賞       | [ 50 ]        |
| アジアネット・コメディ賞          |                                  |                               | 受賞       |               |
| 2015年                            | 主演男優賞                       | 『Thinkal Muthal Velli Vare』 | 受賞       |               |
| 2017年                            | 主演男優賞                       | 『Achayans』                  | 受賞       |               |
| ケララ映画批評家協会賞            |                                  |                               |            |               |
| 1996年                            | 主演男優賞                       | 『Kaliveedu』                 | 受賞       | [ 51 ]        |
| 1996年                            | 主演男優賞                       | 『Thooval Kottaram』          | 受賞       | [ 51 ]        |
| 2001年                            | 主演男優賞                       | 『Sesham』                    | 受賞       | [ 51 ]        |
| ノルウェー・タミル映画祭賞        |                                  |                               |            |               |
| 2023年                            | K・S・バーラチャンドラン賞       | 『PS1 黄金の河』              | 受賞       | [ 52 ]        |